# Rouffiac-des-Corbières
Rouffiac-des-Corbières település Franciaországban, Aude megyében. Lakosainak száma 71 fő (2022. január 1.). Rouffiac-des-Corbières Duilhac-sous-Peyrepertuse, Massac, Montgaillard és Soulatgé községekkel határos.

## Népesség
A település népessége az elmúlt években az alábbi módon változott:
| Lakosok száma | 131  | 101  | 88   | 94   | 84   | 88   | 86   | 80   | 76   | 71   |
|               | 1968 | 1982 | 1990 | 2006 | 2013 | 2015 | 2017 | 2019 | 2020 | 2022 |